# British American Racing
British American Racing (kurz: BAR) war ein britischer Formel-1-Rennstall, der Ende 1998 durch Übernahme aus dem Traditionsteam Tyrrell hervorging und zwischen 1999 und 2005 zu knapp 120 Grand-Prix-Rennen antrat. Mehrheitseigner und Namensgeber war der Tabakkonzern British American Tobacco (BAT), der auf den Rennwagen vor allem mit der Marke Lucky Strike warb. Ende 2005 wurde das Team vollständig vom japanischen Automobilhersteller Honda übernommen und bis 2008 unter dem Namen Honda Racing F1 weitergeführt.

## Geschichte

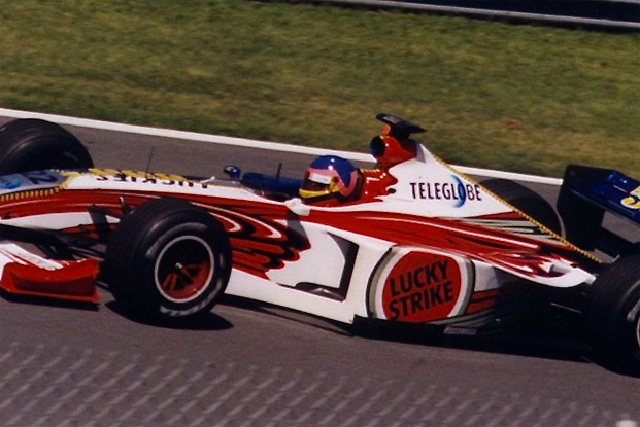
Jacques Villeneuve beim Großen Preis von Kanada im zweifarbigen BAR 01 von 1999

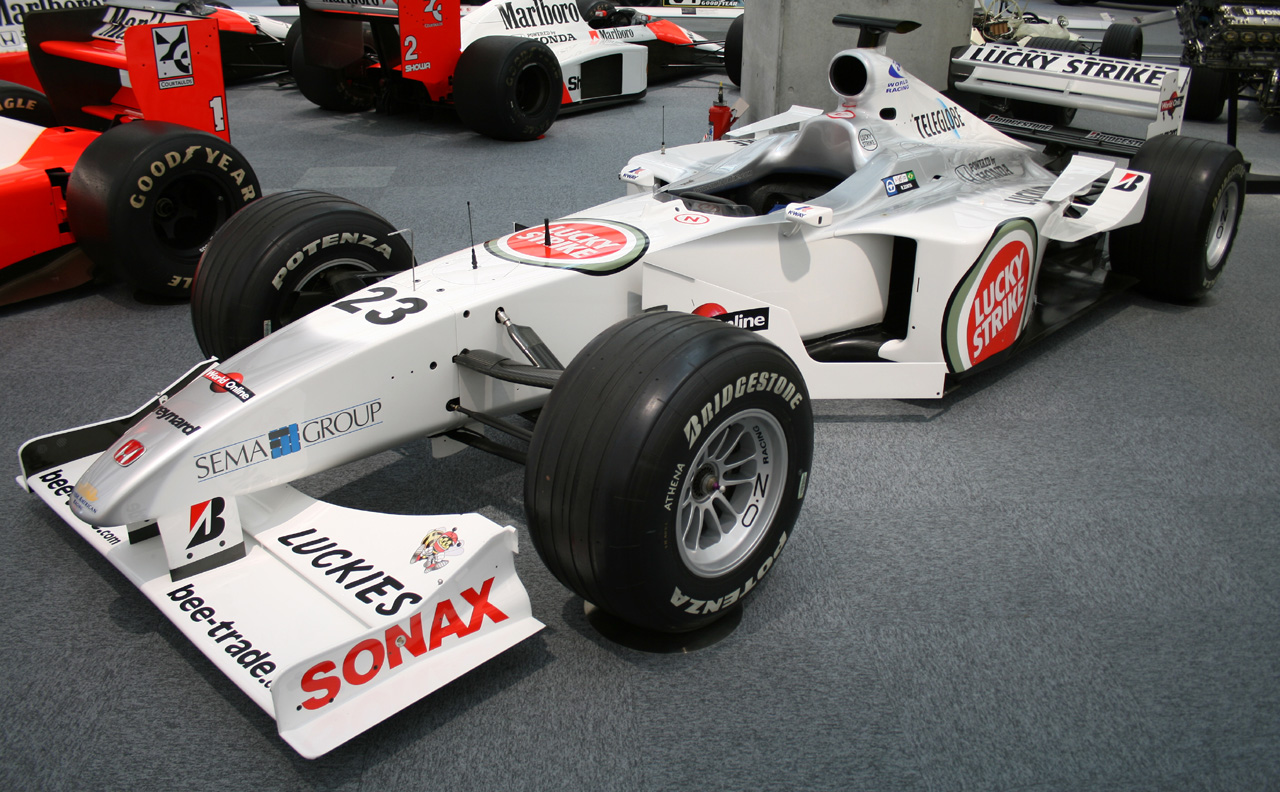
Der BAR 002, Fahrzeug der Saison 2000

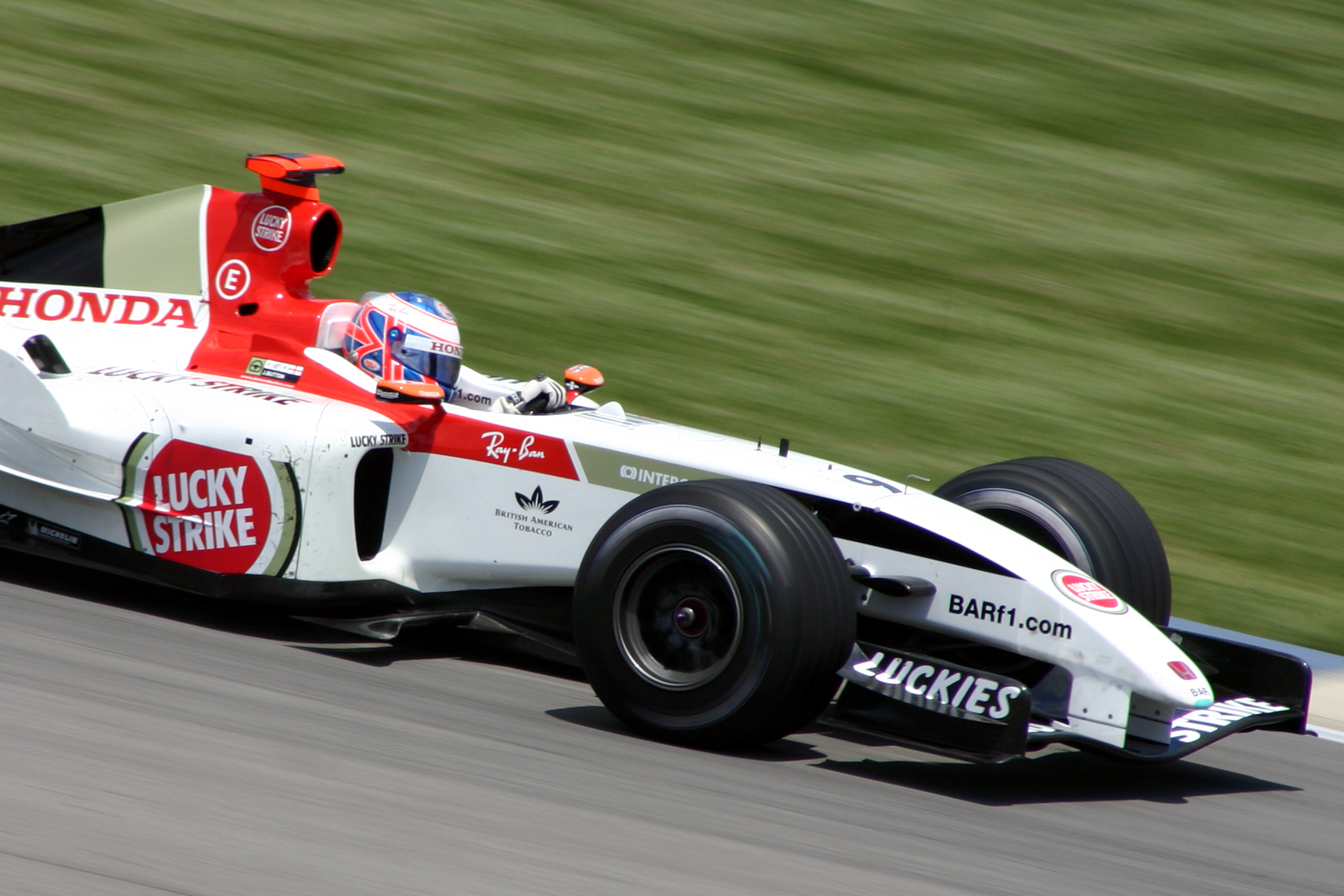
Jenson Button im BAR-Honda beim US-Grand Prix in Indianapolis 2004

Die BAT war schon länger in der Formel 1 als Sponsor zu sehen. 1997 wurden sie dann von Craig Pollock kontaktiert, ob sie bereit wären, einen neuen Rennstall rund um den aktuellen Formel-1-Weltmeister Jacques Villeneuve zu finanzieren, der von Pollock als Manager betreut wurde.
BAT übernahmen daraufhin im November 1997 das finanziell angeschlagene Tyrrell-Team für 30 Millionen Pfund Sterling, um damit nach einer Übergangssaison ab 1999 unter dem Namen British American Racing (BAR) in der Formel 1 anzutreten. British American Tobacco übernahm jedoch weder die Fabrik in Ockham noch große Teile des Personals oder Equipments, sondern war vielmehr allein an der juristischen Hülle und der damit verbundenen Startberechtigung in der Formel 1 interessiert. Als technischer Partner und Chassislieferant für BAR fungierte hingegen der britische Rennwagenkonstrukteur Reynard mit seinem Werk in Brackley. Diese Werksanlagen wurden nach der Insolvenz Reynards im Jahr 2001 von BAR übernommen und in der Folge zum Operations Centre für BAR ausgebaut. Die wahren Wurzeln des Rennstalls liegen demnach bei Reynard.
Villeneuves Teamkollege für die Saison 1999 war Ricardo Zonta, der aus der FIA-GT-Meisterschaft kam und sein Formel-1-Debüt feierte. Die Ankündigungen des Managers, bald ganz oben in der Formel 1 zu sein, haben sich jedoch nicht erfüllt. Obwohl Jacques Villeneuve mehrmals an dritter Position im Rennen lag, konnten er und sein Team keinen Punkt ergattern und BAR lag am Ende hinter Minardi, die einen WM Zähler erreichten.
Eine Besonderheit war die zweifarbige Lackierung des Wagens. BAT wollte mit seinen Rennwagen für die beiden zum Konzern gehörenden Marken Lucky Strike und State Express 555 werben. Beide Marken waren auf unterschiedlichen Märkten präsent. Anfänglich wollte das Unternehmen diese Märkte gleichzeitig ansprechen, indem eines der BAR-Autos in den Farben von Lucky Strike lackiert wurde, das zweite dagegen die blau grundierte Lackierung von State Express trug. Die FIA lehnte dies allerdings mit dem Hinweis ab, dass die Autos eines Teams einheitlich auftreten müssten, und drohten BAR im Falle des Zuwiderhandelns mit einem Rennausschluss. Letztlich entschied sich das Team dafür, dass auf jedem Auto für beide Marken geworben wurde. Die rechte Seite jedes Fahrzeugs wurde blau-gelb lackiert (den Farben von State Express 555), die linke Seite hingegen weiß und rot, d. h. in den Farben von Lucky Strike.
Ab 2000 rüstete Honda das Team mit Motoren aus und es war seit 1992 das erste Mal, dass sie sich wieder direkt in einem Team beteiligten. Honda war ebenfalls bei Jordan Motorenlieferant, wollte in Zukunft aber nur noch ein Team ausrüsten, weswegen beide Teams um den Zuschlag kämpften. Ende 2001 wurde Pollock durch David Richards abgelöst.
Die Saison 2004 wurde mit elf Podestplatzierungen und dem Vize-Titel in der Konstrukteurswertung hinter Ferrari die erfolgreichste der Team-Geschichte. Ende der Saison übernahm Nick Fry den Posten des Teamchefs von Richards.
Ab der Saison 2006 startete das Team unter dem Namen „Lucky Strike Honda Racing F1 Team“, da Honda nach dem Kauf der Anteile von B.A.R. nun alleiniger Besitzer des Teams war. Die Fahrer in dieser Saison waren Rubens Barrichello und Jenson Button. Nach der Saison 2006 zog sich British American Tobacco (BAT) aus der Formel 1 zurück.

## Zahlen und Daten

### Statistik in der Formel 1
| Saison | Teamname                 | Chassis | Motor            | Reifen | Grands Prix | Siege | Zweiter | Dritter | Poles | schn. Runden | Punkte | WM-Rang |
| ------ | ------------------------ | ------- | ---------------- | ------ | ----------- | ----- | ------- | ------- | ----- | ------------ | ------ | ------- |
| 1999   | British American Racing  | BAR 01  | Supertec 3.0 V10 | B      | 16          | –     | –       | –       | –     | –            | –      | 11.     |
| 2000   | Lucky Strike B·A·R Honda | BAR 002 | Honda 3.0 V10    | B      | 17          | –     | –       | –       | –     | –            | 20     | 5.      |
| 2001   | Lucky Strike B·A·R Honda | BAR 003 | Honda 3.0 V10    | B      | 17          | –     | –       | 2       | –     | –            | 17     | 6.      |
| 2002   | Lucky Strike B·A·R Honda | BAR 004 | Honda 3.0 V10    | B      | 17          | –     | –       | –       | –     | –            | 7      | 8.      |
| 2003   | Lucky Strike B·A·R Honda | BAR 005 | Honda 3.0 V10    | B      | 16          | –     | –       | –       | –     | –            | 26     | 5.      |
| 2004   | Lucky Strike B·A·R Honda | BAR 006 | Honda 3.0 V10    | M      | 18          | –     | 4       | 7       | 1     | –            | 119    | 2.      |
| 2005   | Lucky Strike B·A·R Honda | BAR 007 | Honda 3.0 V10    | M      | 16          | –     | –       | 2       | 1     | –            | 38     | 6.      |
| Gesamt | Gesamt                   | Gesamt  | Gesamt           | Gesamt | 117         | –     | 4       | 11      | 2     | –            | 227    |         |

### Alle Fahrer des BAR-Teams in der Formel 1
| Name               | Jahre     | Grand Prix | Punkte | Siege | Zweiter | Dritter | Poles | schn. Runden | beste WM-Pos.   |
| ------------------ | --------- | ---------- | ------ | ----- | ------- | ------- | ----- | ------------ | --------------- |
| Jacques Villeneuve | 1999–2003 | 81         | 39     | –     | –       | 2       | –     | –            | 7. (2000/2001)  |
| Jenson Button      | 2003–2005 | 49         | 139    | –     | 4       | 8       | 2     | –            | 3. (2004)       |
| Olivier Panis      | 2001–2002 | 34         | 8      | –     | –       | –       | –     | –            | 14. (2001/2002) |
| Takuma Satō        | 2003–2005 | 34         | 38     | –     | –       | 1       | –     | –            | 8. (2004)       |
| Ricardo Zonta      | 1999–2000 | 29         | 3      | –     | –       | –       | –     | –            | 14. (2000)      |
| Mika Salo          | 1999      | 3          | –      | –     | –       | –       | –     | –            | 110. (1999) 1   |
| Anthony Davidson   | 2005      | 1          | –      | –     | –       | –       | –     | –            | — (2005)        |

### Ergebnisse in der Formel 1
| Saison | Chassis | Fahrer        | Nr. | 1   | 2   | 3   | 4   | 5   | 6   | 7   | 8   | 9   | 10  | 11  | 12  | 13  | 14  | 15  | 16  | 17  | 18  | 19  | Punkte | Rang |
| ------ | ------- | ------------- | --- | --- | --- | --- | --- | --- | --- | --- | --- | --- | --- | --- | --- | --- | --- | --- | --- | --- | --- | --- | ------ | ---- |
| 1999   | 01      |               |     |     |     |     |     |     |     |     |     |     |     |     |     |     |     |     |     |     |     |     | 0      | 11.  |
| 1999   | 01      | J. Villeneuve | 22  | DNF | DNF | DNF | DNF | DNF | DNF | DNF | DNF | DNF | DNF | DNF | 15  | 8   | 10  | DNF | 9   |     |     |     | 0      | 11.  |
| 1999   | 01      | R. Zonta      | 23  | DNF | DNS | INJ | INJ | INJ | DNF | 9   | DNF | 15  | DNF | 13  | DNF | DNF | 8   | DNF | 12  |     |     |     | 0      | 11.  |
| 1999   | 01      | M. Salo       | 23  |     |     | 7   | DNF | 8   |     |     |     |     |     |     |     |     |     |     |     |     |     |     | 0      | 11.  |
| 2000   | 002     |               |     |     |     |     |     |     |     |     |     |     |     |     |     |     |     |     |     |     |     |     | 20     | 5.   |
| 2000   | 002     | J. Villeneuve | 22  | 4   | DNF | 5   | 16  | DNF | DNF | 7   | 15  | 4   | 4   | 8   | 12  | 7   | DNF | 4   | 6   | 5   |     |     | 20     | 5.   |
| 2000   | 002     | R. Zonta      | 23  | 6   | 9   | 12  | DNF | 8   | DNF | DNF | 8   | DNF | DNF | DNF | 14  | 12  | 6   | 6   | 9   | DNF |     |     | 20     | 5.   |
| 2001   | 003     |               |     |     |     |     |     |     |     |     |     |     |     |     |     |     |     |     |     |     |     |     | 17     | 6.   |
| 2001   | 003     | O. Panis      | 09  | 7   | DNF | 4   | 8   | 7   | 5   | DNF | DNF | DNF | 9   | 7   | DNF | 11  | 9   | 11  | 13  | 13  |     |     | 17     | 6.   |
| 2001   | 003     | J. Villeneuve | 10  | DNF | DNF | 7   | DNF | 3   | 8   | 4   | DNF | 9   | DNF | 8   | 3   | 9   | 8   | 6   | DNF | 10  |     |     | 17     | 6.   |
| 2002   | 004     |               |     |     |     |     |     |     |     |     |     |     |     |     |     |     |     |     |     |     |     |     | 7      | 8.   |
| 2002   | 004     | J. Villeneuve | 11  | DNF | 8   | 10  | 7   | 7   | 10  | DNF | DNF | 12  | 4   | DNF | DNF | DNF | 8   | 9   | 6   | DNF |     |     | 7      | 8.   |
| 2002   | 004     | O. Panis      | 12  | DNF | DNF | DNF | DNF | DNF | DNF | DNF | 8   | 9   | 5   | DNF | DNF | 12  | 12  | 6   | 12  | DNF |     |     | 7      | 8.   |
| 2003   | 005     |               |     |     |     |     |     |     |     |     |     |     |     |     |     |     |     |     |     |     |     |     | 26     | 5.   |
| 2003   | 005     | J. Villeneuve | 16  | 9   | DNS | 6   | DNF | DNF | 12  | DNF | DNF | DNF | 9   | 10  | 9   | DNF | 6   | DNF |     |     |     |     | 26     | 5.   |
| 2003   | 005     | T. Satō       | 16  |     |     |     |     |     |     |     |     |     |     |     |     |     |     |     | 6   |     |     |     | 26     | 5.   |
| 2003   | 005     | J. Button     | 17  | 10  | 7   | DNF | 8   | 9   | 4   | DNS | DNF | 7   | DNF | 8   | 8   | 10  | DNF | DNF | 4   |     |     |     | 26     | 5.   |
| 2004   | 006     |               |     |     |     |     |     |     |     |     |     |     |     |     |     |     |     |     |     |     |     |     | 119    | 2.   |
| 2004   | 006     | J. Button     | 09  | 6   | 3   | 3   | 2   | 8   | 2   | 3   | 3   | DNF | 5   | 4   | 2   | 5   | DNF | 3   | 2   | 3   | DNF |     | 119    | 2.   |
| 2004   | 006     | T. Satō       | 10  | 9   | 15* | 5   | 16* | 5   | DNF | DNF | DNF | 3   | DNF | 11  | 8   | 6   | DNF | 4   | 6   | 4   | 6   |     | 119    | 2.   |
| 2005   | 007     |               |     |     |     |     |     |     |     |     |     |     |     |     |     |     |     |     |     |     |     |     | 38     | 6.   |
| 2005   | 007     | J. Button     | 03  | 11* | DNF | DNF | DSQ | EX  | EX  | 10  | DNF | DNS | 4   | 5   | 3   | 5   | 5   | 8   | 3   | 7   | 5   | 8   | 38     | 6.   |
| 2005   | 007     | T. Satō       | 04  | 14  | INJ | DNF | DSQ | EX  | EX  | 12  | DNF | DNS | 11  | 16  | 12  | 8   | 9   | 16  | DNF | 10  | DSQ | DNF | 38     | 6.   |
| 2005   | 007     | A. Davidson   | 04  |     | DNF |     |     |     |     |     |     |     |     |     |     |     |     |     |     |     |     |     | 38     | 6.   |

| Legende  | Legende            | Legende                                                          |
| Farbe    | Abkürzung          | Bedeutung                                                        |
| -------- | ------------------ | ---------------------------------------------------------------- |
| Gold     | –                  | Sieg                                                             |
| Silber   | –                  | 2. Platz                                                         |
| Bronze   | –                  | 3. Platz                                                         |
| Grün     | –                  | Platzierung in den Punkten                                       |
| Blau     | –                  | Klassifiziert außerhalb der Punkteränge                          |
| Violett  | DNF                | Rennen nicht beendet (did not finish)                            |
| Violett  | NC                 | nicht klassifiziert (not classified)                             |
| Rot      | DNQ                | nicht qualifiziert (did not qualify)                             |
| Rot      | DNPQ               | in Vorqualifikation gescheitert (did not pre-qualify)            |
| Schwarz  | DSQ                | disqualifiziert (disqualified)                                   |
| Weiß     | DNS                | nicht am Start (did not start)                                   |
| Weiß     | WD                 | zurückgezogen (withdrawn)                                        |
| Hellblau | PO                 | nur am Training teilgenommen (practiced only)                    |
| Hellblau | TD                 | Freitags-Testfahrer (test driver)                                |
| ohne     | DNP                | nicht am Training teilgenommen (did not practice)                |
| ohne     | INJ                | verletzt oder krank (injured)                                    |
| ohne     | EX                 | ausgeschlossen (excluded)                                        |
| ohne     | DNA                | nicht erschienen (did not arrive)                                |
| ohne     | C                  | Rennen abgesagt (cancelled)                                      |
| ohne     | keine WM-Teilnahme |                                                                  |
| sonstige | P/fett             | Pole-Position                                                    |
| sonstige | 1/2/3/4/5/6/7/8    | Punktplatzierung im Sprint-/Qualifikationsrennen                 |
| sonstige | SR/kursiv          | Schnellste Rennrunde                                             |
| sonstige | *                  | nicht im Ziel, aufgrund der zurückgelegten Distanz aber gewertet |
| sonstige | ()                 | Streichresultate                                                 |
| sonstige | unterstrichen      | Führender in der Gesamtwertung                                   |